# Suffasia kanchenjunga
Suffasia kanchenjunga är en spindelart som beskrevs av Ono 2006. Suffasia kanchenjunga ingår i släktet Suffasia och familjen Zodariidae.
Artens utbredningsområde är Nepal. Inga underarter finns listade i Catalogue of Life.